# Pirs

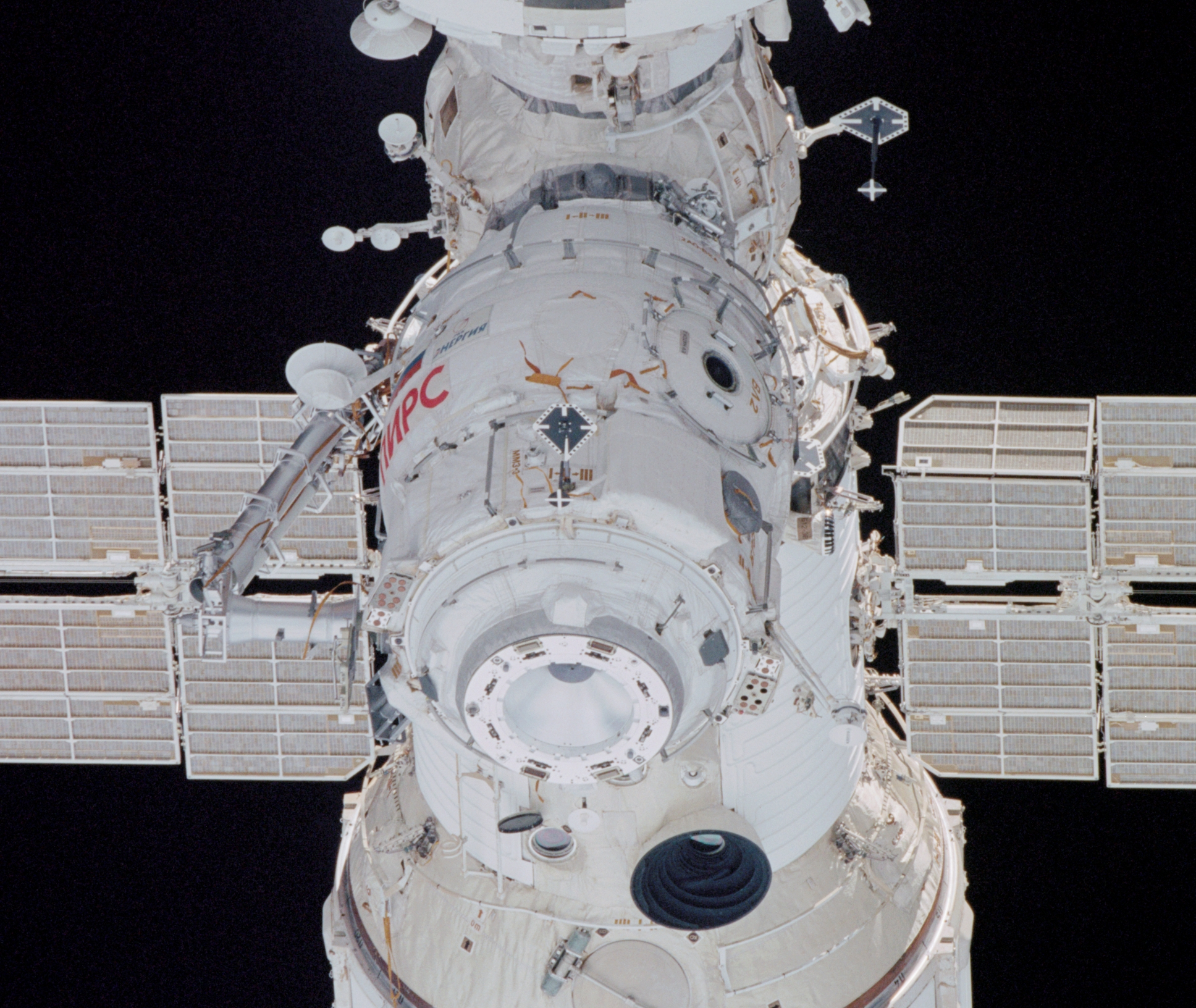
Khoang đỗ Pirs trên ISS

Khoang đỗ Pirs (tiếng Nga: Пирс}}, nghĩa là "cầu tàu"), còn có tên là DC-1 (Docking Compartment – 1), là một bộ phận của Nga trên trạm ISS. Nó lắp ghép vào cổng kết nối phía dưới của Zvezda vào ngày 16 tháng 9 năm 2001.

## Lịch sử
Pirs được phóng lên vào ngày 14 tháng 9 năm 2001 bởi một tên lửa Soyuz của Nga từ Baikonur Cosmodrome, Kazakhstan.

## Chức năng
Khoang đỗ có 2 chức năng chính: khoang đỗ cho các tàu chuyên chở và tàu hàng hóa tới trạm cũng như là một nút không khí để thực hiện các chuyến đi bộ không gian từ trạm sử dụng bộ quần áo du hành Orlan của Nga. Ngoài ra, Pirs có thể dẫn nhiên liệu từ thùng chứa nhiên liệu trên một tàu tiếp tế đang đậu tới hệ thống động cơ đẩy kết hợp của Zvezda và Zarya. Nó cũng có thể chuyển chất đốt từ Zvezda và Zarya tới hệ thống động cơ đẩy của con tàu đang đậu, có thể là tàu chở người Soyuz hoặc tàu vận tải không người lái Progress.

## Kỹ thuật

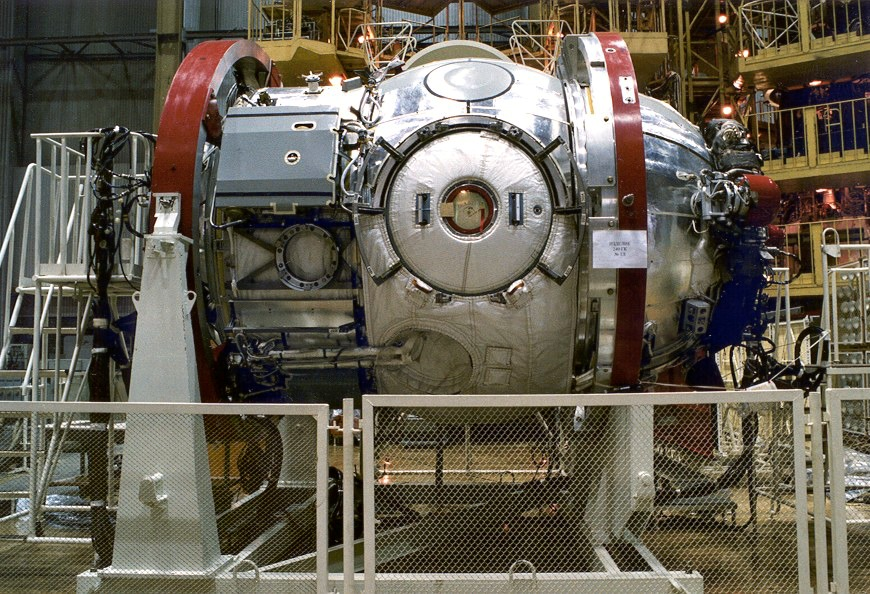
Pirs được xây dựng tại Energia, Moskva

Pirs có chiều dài đầy đủ là 4,91 m, đường kính lớn nhất là 2,55 m với thể tích được điều áp là 13 m³. Khối lượng khi phóng của khoang đỗ là 4.350 kg, khi vào quỹ đạo khối lượng của nó là 3.580 kg. Nó có thể chứa tới khoảng 800 kg hàng hóa. Mặc dù thời gian hoạt động dự kiến chỉ là 5 năm nhưng cho tới hiện tại khoang đỗ Pirs vẫn đang hoạt động bình thường.